# Jonas Vettoraci
Jonas Vettoraci (Anchieta, 25 de janeiro de 1931 — ?, ?) foi um padre, professor e político brasileiro. Integrou a Câmara Legislativa do Distrito Federal em sua primeira legislatura, de 1991 a 1995.
Vettoraci graduou-se em Filosofia e Letras Clássicas pela Faculdade de Nova Friburgo e em Teologia pela Universidade Gregoriana de Roma, na Itália. Ministrou aulas na Fundação Educacional do Distrito Federal e presidiu a Associação de Ensino Supletivo de 1971 a 1991. Coordenou o ensino supletivo entre 1972 a 1975 e foi administrador regional de Sobradinho.
Na eleição de 1990, Vettoraci foi eleito deputado distrital com 6.526 votos. Na época, era filiado ao Partido Democrático Trabalhista (PDT), mas migrou para o Partido Progressista (PP). No legislativo, foi vice-presidente das comissões de Assuntos Sociais e Direitos Humanos e Cidadania.